# Bes de Judes
El Bes de Judes, també nomenat com Petó de Judes en alguns textos, és una de les escenes de la vida de Jesús que descriu la traïció de Judes Iscariot a Jesús.
Segons els Evangelis sinòptics, Judes Iscariot va identificar Jesús als soldats mitjançant un bes. La tradició explica que això va passar al jardí de Getsemaní després del Sant Sopar, i precedeix directament al Prendiment de Jesús per la força policial del Sanedrí (Kilgallen 271). A la teologia cristiana, els esdeveniments del Sant Sopar fins a la resurrecció de Jesús es coneixen com a Passió de Jesús.
Metafòricament, un bes de Judes defineix «un acte d'aparent amistat, què és de fet perjudicial per al seu destinatari».

## Al Nou Testament

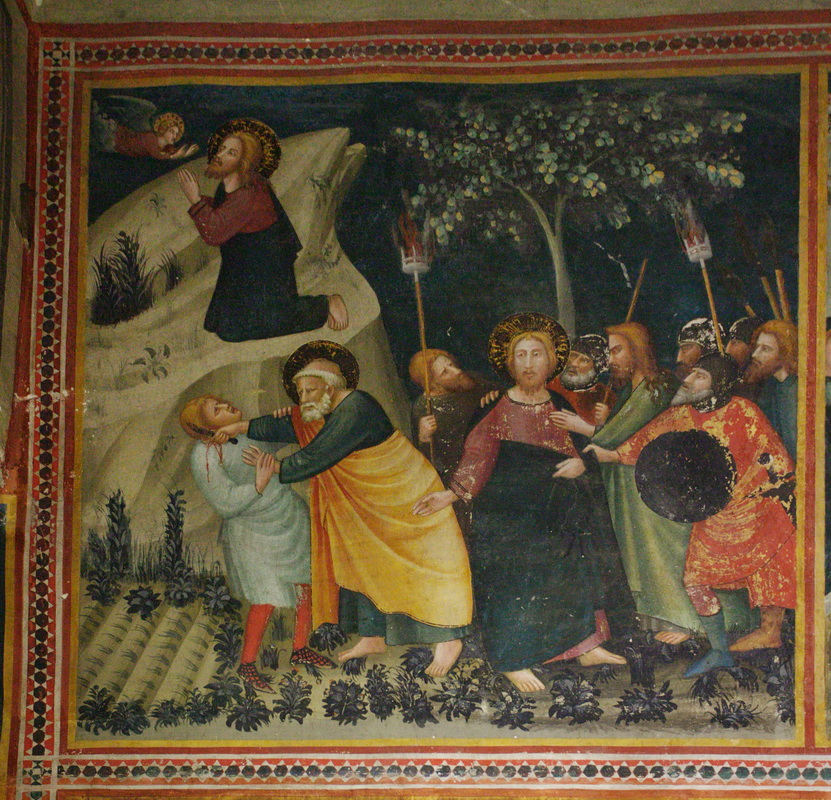
El Bes de Judes, fresc de Ferrer Bassa, a la cel·la de Sant Miquel del Monestir de Pedralbes, Barcelona

Tant a l'Evangeli segons Mateu (Mt 26:47–50) com a l'Evangeli segons Marc (Mc 14:43–45) es fa servir el verb grec katafilein (καταφιλεῖν), el qual significa 'besar fermament, intensament, apassionadament, amb tendresa'. És el mateix verb que Plutarc feia servir per descriure el famós bes que Alexandre el Gran va donar a Bagoas. Segons Mateu, Jesús va respondre dient: "Amic, fes allò que has vingut a fer". Una frase que ha fet especular si Jesús i Judes estaven d'acord, i de fet, no hi havia cap traïció real.
Segons Lluc 22:47–48 presenta una imatge molt diferent: Jesús veu venir Judes i l'atura per preguntar-li: «Judes, ¿amb un bes traeixes el Fill de l'home?». Sembla com si el bes no li arribés a fer. Geza Vermes, tanmateix, al seu llibre Jesus the Jew, presenta una visió molt diferent: La paraula en arameu barnasha—literalment "fill d'home" significaria, però, "aquesta persona"— és utilitzada a la literatura rabínica com a humil, una manera de referir-se a si mateix, al narrador.
A l'Evangeli segons Joan, no s'esmenta res sobre el bes de Judes. A l'Evangeli segons Lluc aquest episodi és immediatament seguit per la curació del criat del summe sacerdot.

## Representació a l'art

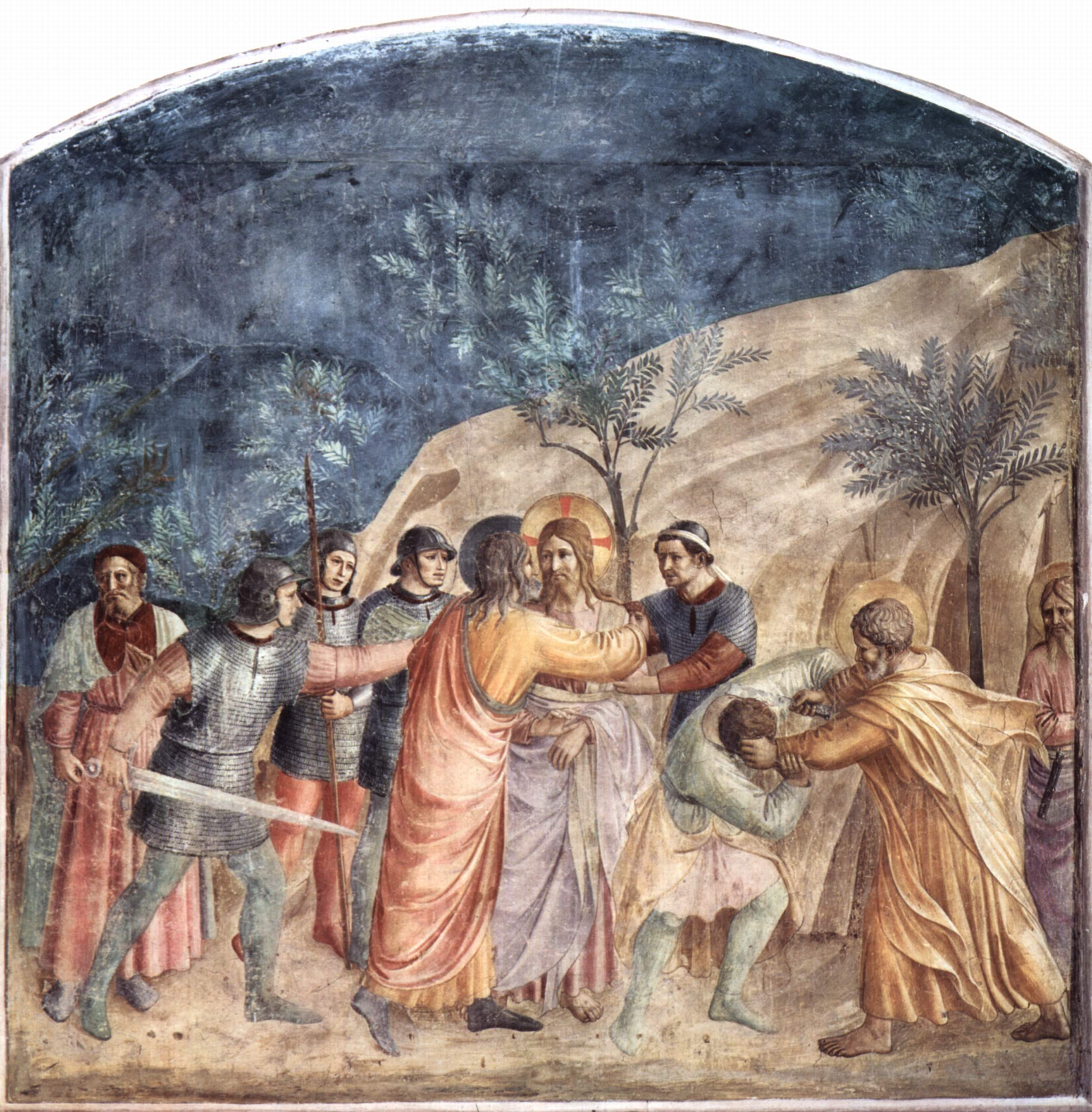
Fresc de Fra Angelico, Sant Marc, Florència, 1437–1446

La representació del bes ha estat representat en l'art captant tant el moment precís en què Judes l'hi fa a Jesús, com a representant un moment posterior, poc abans del Prendiment de Jesús. A vegades l'escena es representa junt amb aquesta darrera en una seqüència narrativa que descrigui millor el fet i la conseqüència dins del cicle de la Passió de Jesús. Hi ha diversos exemples:
- Probablement la més coneguda és la de Giotto dins del cicle de la Capella dels Scrovegni a Pàdua.
- Una escena de 1346 de Ferrer Bassa inspirada en aquesta es pot veure a la cel·la de Sant Miquel
- Caravaggio o un dels seus deixebles va fer també una versió anomenada La captura de Crist, actualment a la Galeria Nacional d'Irlanda, Dublín.[5]
- Un mosaic romà d'Orient del segle vi a Ravenna.
- Un fresc de Barna da Siena.
- A la façana de la Passió del Temple Expiatori de la Sagrada Família es pot observar una escultura que representa el bes de Judes.